# لیتل وریر ریور
لیتل وریر ریور (به انگلیسی: Little Warrior River) رودخانه‌ای است که در ایالات متحده آمریکا جریان دارد.